# 고른 테셀레이션
기하학에서 고른 테셀레이션 또는 고른 타일링(영어: uniform tiling)은 평면에서 정다각형 면을 점추이가 되도록 하는 테셀레이션이다.
고른 테셀레이션은 유클리드 평면과 쌍곡면에 둘 다 존재할 수 있다. 고른 테셀레이션은 구에서의 고른 테셀레이션으로 생각할 수 있는 유한한 고른 다면체와 관련되어 있다.
대부분의 고른 테셀레이션은 대칭군과 기본 영역에 있는 단일 생성점으로 시작하는 위토프 생성으로 만들어진다. 평면대칭군은 다각형의 기본 영역을 가지고 순서가 있는 꼭짓점에 있는 거울의 순서로 나타나는 군의 이름으로 표현될 수 있다.
기본 영역 삼각형은 (p q r)이고, 직각삼각형은 (p q 2)이다. 이 때 p, q, r은 전부 1보다 큰 숫자이다. 삼각형은 p, q, r에 따라서 구면 삼각형처럼, 평면 삼각형처럼, 또는 쌍곡면 삼각형처럼 존재할 수 있다.
수정된 슐레플리 기호에서부터 직각삼각형 영역으로 가는 도형을 이름짓는 기호적 계획들은 상당히 많다: (p q 2) → {p, q}. 콕서터 다이어그램은 변에 p, q, r 이라고 이름 붙인 삼각형 그래프이다. r = 2일 때는, 2차 영역 노드는 반사를 만들지 않기 때문에, 이 그래프는 선형이다. 위토프 기호는 정수가 3개가 있고 수직선(|)으로 분리한다. 생성점이 거울의 영역 노드 반대편에 떨어져 있다면, 선 뒤에 주어진다.
결국 테셀레이션은 꼭짓점 주변의 다각형의 수열인 꼭짓점 배치를 통해서 설명할 수 있다.
모든 고른 테셀레이션은 정테셀레이션에 다양한 연산을 적용해서 만들 수 있다. 노만 존슨이 이름을 지은 이 연산들은 깎기(영어:truncation, 꼭짓점을 자르는 것), 절반 깎기 (영어:rectification, 모서리가 사라질 때까지 꼭짓점을 자르는 것), 그리고 부풀림(영어:Cantellation, 변을 깎는 것)이라고 불린다. 부풀려 깎기는 깎기와 부풀림을 결합한 연산이다. 다듬기는 부풀려 깎은 것을 교대깎기하는 연산이다. (자세한 것은 고른 다면체#위토프 구성 연산을 보라.)

## 콕서터 군
평면의 콕서터 군은 위토프 구성을 정의하고 콕서터 다이어그램으로 나타낼 수 있다:
전체 위수의 군에 대해서, 다음을 포함한다:
| 오비폴드 대칭                      | 콕서터 군 | 콕서터 군                                                           | 콕서터 군 | 콕서터 다이어그램 | 비고                       |
| 콤팩트                             | 콤팩트    | 콤팩트                                                              | 콤팩트    | 콤팩트            | 콤팩트                     |
| ---------------------------------- | --------- | ------------------------------------------------------------------- | --------- | ----------------- | -------------------------- |
| *333                               | (3 3 3)   | {\displaystyle {\tilde {A}}_{2}}                                    | [3[3]]    |                   | 대칭상 3가지, 다듬음 1가지 |
| *442                               | (4 4 2)   | {\displaystyle {\tilde {B}}_{2}}                                    | [4,4]     |                   | 대칭상 5가지, 다듬음 1가지 |
| *632                               | (6 3 2)   | {\displaystyle {\tilde {G}}_{2}}                                    | [6,3]     |                   | 대칭상 7가지, 다듬음 1가지 |
| *2222                              | (∞ 2 ∞ 2) | {\displaystyle {\tilde {I}}_{1}} × {\displaystyle {\tilde {I}}_{1}} | [∞,2,∞]   |                   | 대칭상 3가지, 다듬음 1가지 |
| 콤팩트 하지 않음 (일차원적 대칭군) |           |                                                                     |           |                   |                            |
| *∞∞                                | (∞)       | {\displaystyle {\tilde {I}}_{1}}                                    | [∞]       |                   |                            |
| *22∞                               | (2 2 ∞)   | {\displaystyle {\tilde {I}}_{1}} × {\displaystyle {\tilde {A}}_{2}} | [∞,2]     |                   | 대칭상 2가지, 다듬음 1가지 |

| 오비폴드 대칭 | 콕서터 군 | 콕서터 군 | 콕서터 다이어그램 | 비고           |
| 콤팩트        | 콤팩트    | 콤팩트    | 콤팩트            | 콤팩트         |
| ------------- | --------- | --------- | ----------------- | -------------- |
| *pq2          | (p q 2)   | [p,q]     |                   | 2(p+q) < pq    |
| *pqr          | (p q r)   | [(p,q,r)] |                   | pq+pr+qr < pqr |
| 파라콤팩트    |           |           |                   |                |
| *∞p2          | (p ∞ 2)   | [p,∞]     |                   | p>=3           |
| *∞pq          | (p q ∞)   | [(p,q,∞)] |                   | p,q>=3, p+q>6  |
| *∞∞p          | (p ∞ ∞)   | [(p,∞,∞)] |                   | p>=3           |
| *∞∞∞          | (∞ ∞ ∞)   | [(∞,∞,∞)] |                   |                |

## 유클리드 평면에서 고른 테셀레이션
기본 삼각형 (4 4 2), (6 3 2), 그리고 (3 3 3)에서 만들어진 유클리드 평면의 공간대칭군이 있다. 각각은 평면을 기본 삼각형으로 나눌 수 있는 대칭선들의 집합으로 나타낼 수 있다.
이런 공간대칭군은 3가지의 정테셀레이션을 만들고, 7가지 반정테셀레이션을 만든다. 많은 반정테셀레이션은 다른 대칭 생성자에서 반복된다.
(2 2 2 2)로 표현되는 기둥대칭군은 일반적으로 직사각형 기본 영역을 가지는 두 평행한 거울의 집합으로 나타낸다. 이것은 새로운 테셀레이션을 만들어내지는 않는다.
더 나아가서 (∞ 2 2)로 표현되는 무한한 기본공간을 가지는 기둥대칭군은 고른 테셀레이션 두 가지를 만든다: 무한각기둥과 무한 엇각기둥이다.
두 기둥 테셀레이션의 유한한 면을 쌓는 것은 평면에서의 하나의 비-위토프 고른 테셀레이션을 만든다. 이것은 정사각형과 정삼각형의 층이 교대로 구성되어 있으며, 비틀어 늘린 정사각형 테셀레이션이라고 불린다.
직각 기본 삼각형: (p q 2)
| (p q 2)                     | 기본 삼각형 | 원본     | 깎기     | 절반 깎기 | 비트 깎기      | 전부 깎기 (쌍대) | 부풀림   | 부풀려 깎기 | 다듬음    |
| 위토프 기호                 |             | q \| p 2 | 2 q \| p | 2 \| p q  | 2 p \| q       | p \| q 2         | p q \| 2 | p q 2 \|    | \| p q 2  |
| 슐레플리 기호               |             | t{p,q}   | t{p,q}   | r{p,q}    | 2t{p,q}=t{q,p} | 2r{p,q}={q,p}    | rr{p,q}  | tr{p,q}     | sr{p,q}   |
| 콕서터 다이어그램           |             |          |          |           |                |                  |          |             |           |
| 꼭짓점 배치                 |             | pq       | q.2p.2p  | (p.q)2    | p.2q.2q        | qp               | p.4.q.4  | 4.2p.2q     | 3.3.p.3.q |
| --------------------------- | ----------- | -------- | -------- | --------- | -------------- | ---------------- | -------- | ----------- | --------- |
| 정사각형 테셀레이션 (4 4 2) |             | {4,4}    | 4.8.8    | 4.4.4.4   | 4.8.8          | {4,4}            | 4.4.4.4  | 4.8.8       | 3.3.4.3.4 |
| 정육각형 테셀레이션 (6 3 2) |             | {6,3}    | 3.12.12  | 3.6.3.6   | 6.6.6          | {3,6}            | 3.4.6.4  | 4.6.12      | 3.3.3.3.6 |

일반 기본 삼각형: (p q r)
| 위토프 기호 (p q r) | 기본 삼각형 | q \| p r | r q \| p  | r \| p q | r p \| q  | p \| q r | p q \| r  | p q r \|  | \| p q r    |
| 콕서터 다이어그램   |             |          |           |          |           |          |           |           |             |
| 꼭짓점 배치         |             | (p.q)r   | r.2p.q.2p | (p.r)q   | q.2r.p.2r | (q.r)p   | q.2r.p.2r | r.2q.p.2q | 3.r.3.q.3.p |
| ------------------- | ----------- | -------- | --------- | -------- | --------- | -------- | --------- | --------- | ----------- |
| 정삼각형 (3 3 3)    |             | (3.3)3   | 3.6.3.6   | (3.3)3   | 3.6.3.6   | (3.3)3   | 3.6.3.6   | 6.6.6     | 3.3.3.3.3.3 |

비-단체 기본 영역
2차원 유클리드 공간에서 단체가 아닌 가능한 기본 영역은 콕서터 다이어그램이 인 직사각형 (∞ 2 ∞ 2)이다. 이것에서 만들어진 모든 형태는 정사각형 테셀레이션이다.

## 쌍곡면에서 고른 테셀레이션
쌍곡면에서 볼록 정다각형으로 이루어진 고른 테셀레이션은 무한히 많으며, 각각은 다른 반사대칭군 (p q r)에 기반해 있다.
여기서 나오는 예시는 푸앙카레 원판 투영으로 나타냈다.
콕서터 다이어그램은 실제로는 삼각형일지라도 선분 r로 첫 번째로 연결되는 선형으로 주어진다.
새로운 형태를 만들 수 있는 (2 2 2 3), 등으로 시작하는 직사각형 영역의 공간대칭군은 쌍곡면에서 존재한다. (∞ 2 3)처럼 꼭짓점을 무한에 두는 기본 영역도 있다.
직각 기본 삼각형: (p q 2)
| (p q 2)           | 기본 삼각형 | 원본     | 깎기      | 절반 깎기 | 비트 깎기      | 전부 깎기 (쌍대) | 부풀림     | 부풀려 깎기 | 다듬음       |
| 위토프 기호       |             | q \| p 2 | 2 q \| p  | 2 \| p q  | 2 p \| q       | p \| q 2         | p q \| 2   | p q 2 \|    | \| p q 2     |
| 슐레플리 기호     |             | t{p,q}   | t{p,q}    | r{p,q}    | 2t{p,q}=t{q,p} | 2r{p,q}={q,p}    | rr{p,q}    | tr{p,q}     | sr{p,q}      |
| 콕서터 다이어그램 |             |          |           |           |                |                  |            |             |              |
| 꼭짓점 도형       |             | pq       | (q.2p.2p) | (p.q.p.q) | (p. 2q.2q)     | qp               | (p. 4.q.4) | (4.2p.2q)   | (3.3.p. 3.q) |
| ----------------- | ----------- | -------- | --------- | --------- | -------------- | ---------------- | ---------- | ----------- | ------------ |
| (쌍곡면) (5 4 2)  | V4.8.10     | {5,4}    | 4.10.10   | 4.5.4.5   | 5.8.8          | {4,5}            | 4.4.5.4    | 4.8.10      | 3.3.4.3.5    |
| (쌍곡면) (5 5 2)  | V4.10.10    | {5,5}    | 5.10.10   | 5.5.5.5   | 5.10.10        | {5,5}            | 5.4.5.4    | 4.10.10     | 3.3.5.3.5    |
| (쌍곡면) (7 3 2)  | V4.6.14     | {7,3}    | 3.14.14   | 3.7.3.7   | 7.6.6          | {3,7}            | 3.4.7.4    | 4.6.14      | 3.3.3.3.7    |
| (쌍곡면) (8 3 2)  | V4.6.16     | {8,3}    | 3.16.16   | 3.8.3.8   | 8.6.6          | {3,8}            | 3.4.8.4    | 4.6.16      | 3.3.3.3.8    |

일반 기본 삼각형: (p q r)
| 위토프 기호 (p q r) | 기본 삼각형 | q \| p r | r q \| p    | r \| p q | r p \| q     | p \| q r | p q \| r     | p q r \|   | \| p q r                                       |
| 콕서터 다이어그램   |             |          |             |          |              |          |              |            |                                                |
| 꼭짓점 도형         |             | (p.r)q   | (r.2p.q.2p) | (p.q)r   | (q.2r.p. 2r) | (q.r)p   | (r.2q.p. 2q) | (2p.2q.2r) | (3.r.3.q.3.p)                                  |
| ------------------- | ----------- | -------- | ----------- | -------- | ------------ | -------- | ------------ | ---------- | ---------------------------------------------- |
| 쌍곡면 (4 3 3)      | V6.6.8      | (3.4)3   | 3.8.3.8     | (3.4)3   | 3.6.4.6      | (3.3)4   | 3.6.4.6      | 6.6.8      | 3.3.3.3.3.4                                    |
| 쌍곡면 (4 4 3)      | V6.8.8      | (3.4)4   | 3.8.4.8     | (4.4)3   | 3.6.4.6      | (3.4)4   | 4.6.4.6      | 6.8.8      | 3.3.3.4.3.4                                    |
| 쌍곡면 (4 4 4)      | V8.8.8      | (4.4)4   | 4.8.4.8     | (4.4)4   | 4.8.4.8      | (4.4)4   | 4.8.4.8      | 8.8.8      | 파일:Uniform tiling 444-snub.svg · 3.4.3.4.3.4 |

## 고른 테셀레이션의 확장된 목록
고른 테셀레이션의 목록을 확장 할 수 있는 방법은 여러가지가 있다:
1. 꼭짓점 도형은 뒤집힌 면을 가질 수 있고, 꼭짓점을 한번 이상 돌 수 있다.
2. 별 다면체 타일을 포함할 수 있다.
3. 무한각형 {∞}을 테셀레이션 면으로 사용할 수 있다.
4. 타일은 항상 변이 맞붙어야 한다는 제한을 완화해서 피타고라스 테셀레이션같은 추가적인 테셀레이션을 허락 할 수 있다.

뒤집힌 면을 포함하는 대칭군 삼각형:
(4/3 4/3 2) (6 3/2 2) (6/5 3 2) (6 6/5 3) (6 6 3/2)
무한각형을 포함하는 대칭군 삼각형:
(4 4/3 ∞) (3/2 3 ∞) (6 6/5 ∞) (3 3/2 ∞)
1987년에 브랭코 그린바움(Branko Grünbaum)은 그의 저서 Tilings and patterns의 섹션 12.3에서 25가지의 고른 테셀레이션을 열거했다. 거기에는 11가지의 볼록한 형태를 포함하고, 추가로 그가 빈 테셀레이션(hollow tiling)이라고 이름 붙인 14가지가 포함되어 있다. 빈 테셀레이션은 위의 처음 두 확장(별 다각형과 꼭짓점 도형)을 포함하는 것이다.
1954년에 H.S.M. 콕서터와 그 외는 그들의 논문 'Uniform polyhedra'의 표 8: Uniform Tessellations에서, 처음 세 확장을 사용하였고 총 38가지의 고른 테셀레이션을 열거했다.
결국 두 무한각형으로 만들어진 테셀레이션도 계수되어서 최종적으로는 39가지의 고른 테셀레이션이 고려되었다.

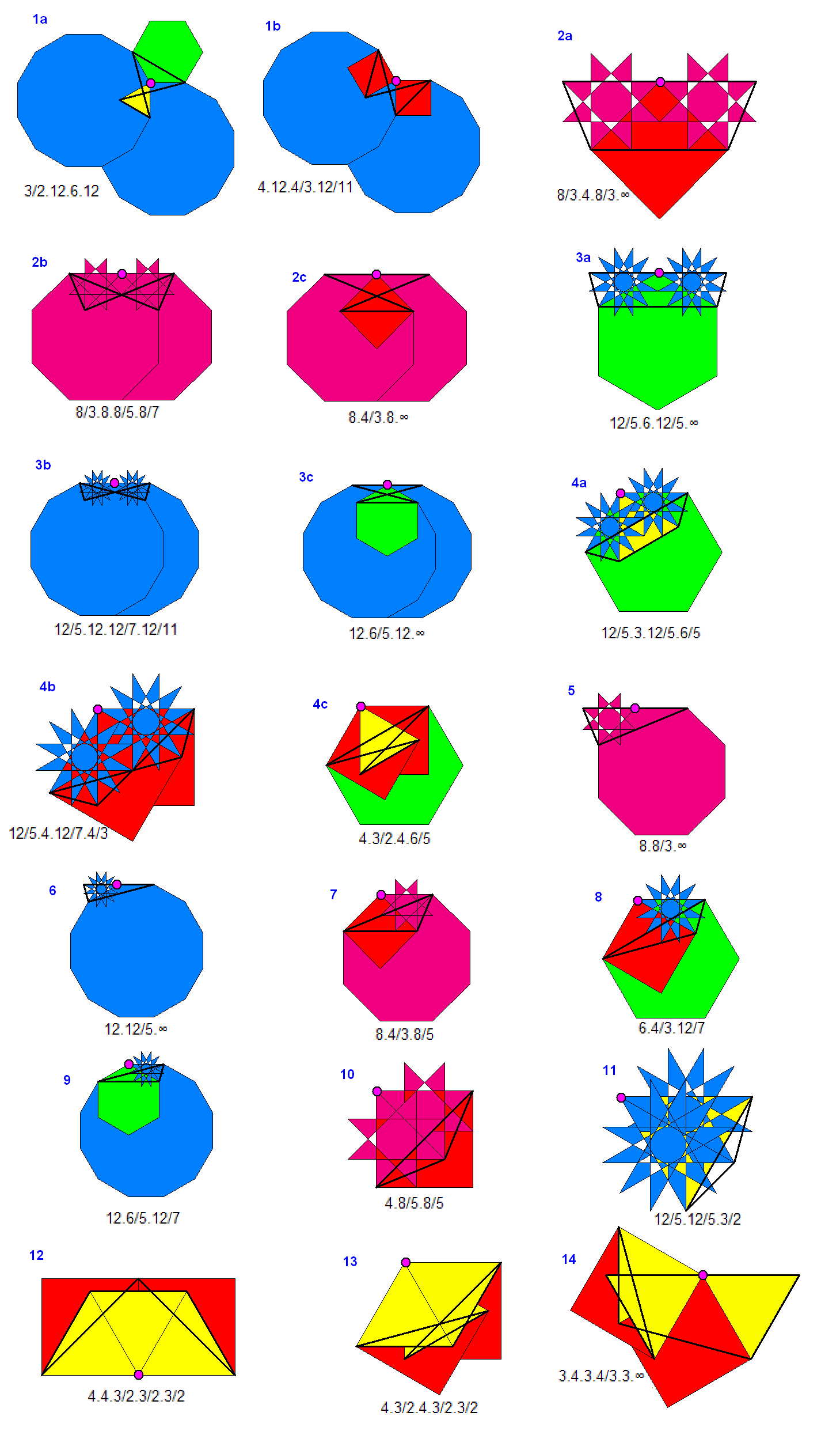
고른 테셀레이션 21가지의 꼭짓점 테셀레이션.

{∞} 타일을 사용하고, 꼭짓점 도형과 위토프 기호가 주어진 새로운 테셀레이션 7가지는 다음과 같다:

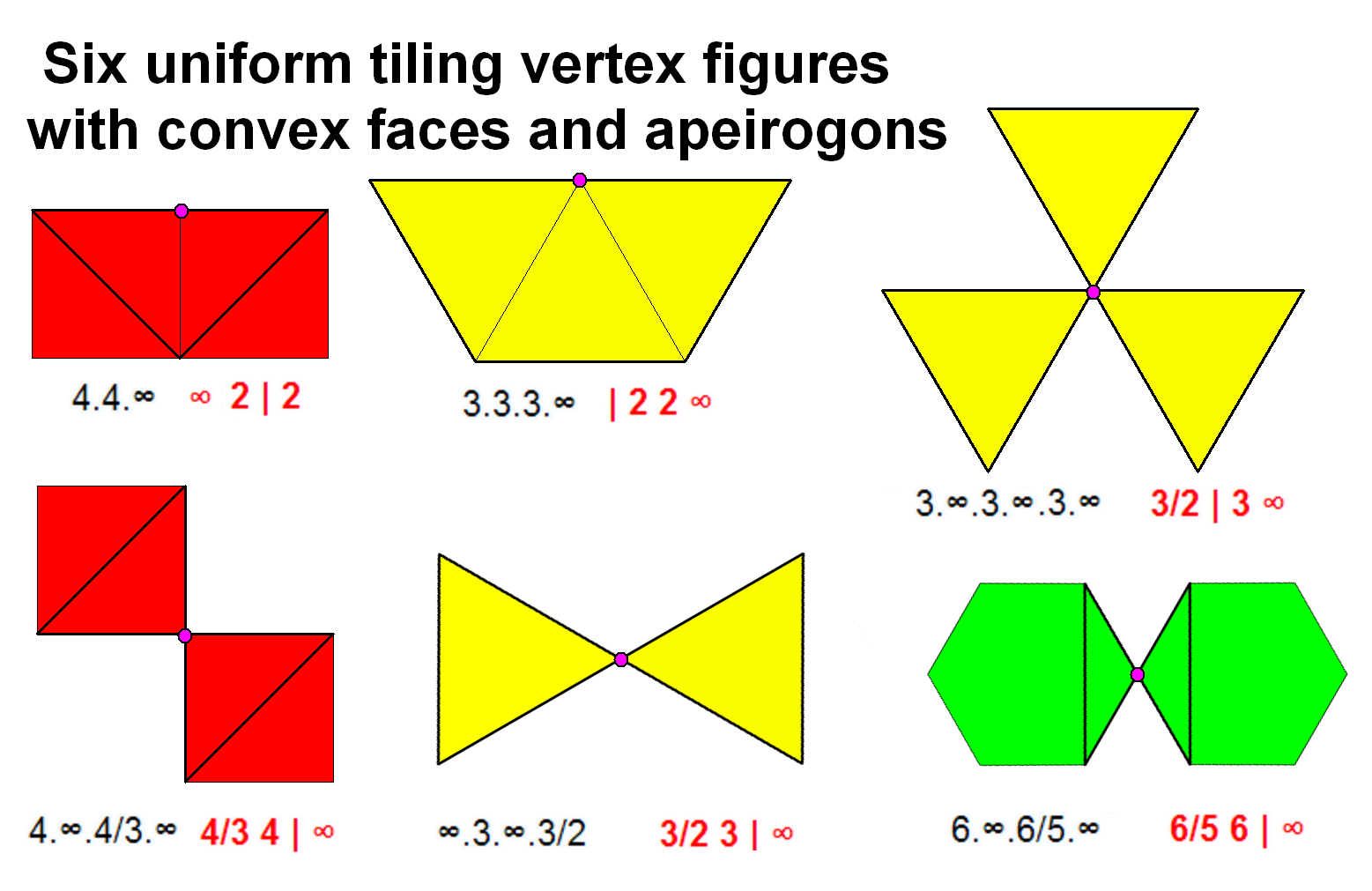
볼록 정다각형과 무한각형을 사용하는 여섯가지 테셀레이션의 꼭짓점 도형이다.(위토프 기호는 빨간색으로 주어졌다.)

1. ∞.∞ (두 반평면 타일, 무한 이면체)
2. 4.4.∞ - ∞ 2 | 2 (무한 각기둥)
3. 3.3.3.∞ - | 2 2 ∞ (무한 엇각기둥)
4. 4.∞.4/3.∞ - 4/3 4 | ∞ (교대된 사각형 테셀레이션)
5. 3.∞.3.∞.3.∞ - 3/2 | 3 ∞ (교대된 삼각형테셀레이션)
6. 6.∞.6/5.∞ - 6/5 6 | ∞ (정육각형 뿐인 교대된 삼육각형 테셀레이션)
7. ∞.3.∞.3/2 - 3/2 3 | ∞ (정삼각형 뿐인 교대된 삼육각형 테셀레이션)

나머지 목록은 테셀레이션 21가지를 포함한다: 7가지는 {∞} 타일(무한각형)을 포함하는 것이다. 모서리-그래프로 그린 14가지의 특별한 테셀레이션 뿐이며, 첫 번째는 3.4.6.4와 동일하다.
꼭짓점 도형과 위토프 기호가 주어져 있고, 모서리-그래프가 같은 그룹으로 분류된 21가지는 다음과 같다:
| 종류 | 꼭짓점 배치        | 위토프 기호           |
| ---- | ------------------ | --------------------- |
| 1    | 3/2.12.6.12        | 3/2 6 \| 6            |
| 1    | 4.12.4/3.12/11     | 2 6 (3/2 3) \|        |
| 2    | 8/3.4.8/3.∞        | 4 ∞ \| 4/3            |
| 2    | 8/3.8.8/5.8/7      | 4/3 4 (2 ∞) \|        |
| 2    | 8.4/3.8.∞          | 4/3 ∞ \| 4            |
| 3    | 12/5.6.12/5.∞      | 6 ∞ \| 6/5            |
| 3    | 12/5.12.12/7.12/11 | 6/5 6 (3 ∞) \|        |
| 3    | 12.6/5.12.∞        | 6/5 ∞ \| 6            |
| 4    | 12/5.3.12/5.6/5    | 3 6 \| 6/5            |
| 4    | 12/5.4.12/7.4/3    | 2 6/5 (3/2 3) \|      |
| 4    | 4.3/2.4.6/5        | 3/2 6 \| 2            |
| 5    | 8.8/3.∞            | 4/3 4 ∞ \|            |
| 6    | 12.12/5.∞          | 6/5 6 ∞ \|            |
| 7    | 8.4/3.8/5          | 2 4/3 4 \|            |
| 8    | 6.4/3.12/7         | 2 3 6/5 \|            |
| 9    | 12.6/5.12/7        | 3 6/5 6 \|            |
| 10   | 4.8/5.8/5          | 2 4 \| 4/3            |
| 11   | 12/5.12/5.3/2      | 2 3 \| 6/5            |
| 12   | 4.4.3/2.3/2.3/2    | 비-위토프             |
| 13   | 4.3/2.4.3/2.3/2    | \| 2 4/3 4/3 (다듬음) |
| 14   | 3.4.3.4/3.3.∞      | \| 4/3 4 ∞ (다듬음)   |

## 자기쌍대 테셀레이션
테셀레이션 또한 자기쌍대가 될 수 있다. 슐레플리 기호가 {4,4}인 정사각형 테셀레이션은 자기쌍대이다; 여기에 나온 정사각형 테셀레이션 둘(빨간색과 검은색)은 서로 쌍대이다.

## 같이 보기
- 위토프 기호
- 고른 테셀레이션의 목록
- 쌍곡면에서 고른 테셀레이션
- 고른 다포체

## 참고 자료
- Norman Johnson Uniform Polytopes, Manuscript (1991)
  - N.W. Johnson: The Theory of Uniform Polytopes and Honeycombs, Ph.D. Dissertation, University of Toronto, 1966
- Grünbaum, Branko; Shephard, G. C. (1987). 《Tilings and Patterns》. W. H. Freeman and Company. ISBN 0-7167-1193-1. (Star tilings section 12.3)
- H. S. M. Coxeter, M. S. Longuet-Higgins, J. C. P. Miller, Uniform polyhedra, Phil. Trans. 1954, 246 A, 401–50 JSTOR 91532 (Table 8)